# Dalet
Dalet (hebrejsky דלת ,דָלֶת‎), podoba ד, je čtvrté písmeno hebrejského písma. Vychází z fénického daletu 𐤃, ze kterého je odvozená řecká delta (Δδ). Obvykle se čte [d].
Význam slova dalet (v moderní hebrejštině užívaný výraz delet) je doslova „dveře”. Tvar písmena pak není odvozen od moderních dveří s panty, nýbrž od starověkých „dveří“ do beduínského stanu, kdy spodní část písmene přestavuje dlouhý kůl zabodnutý do země a horní část písmene představuje veřej dveří.

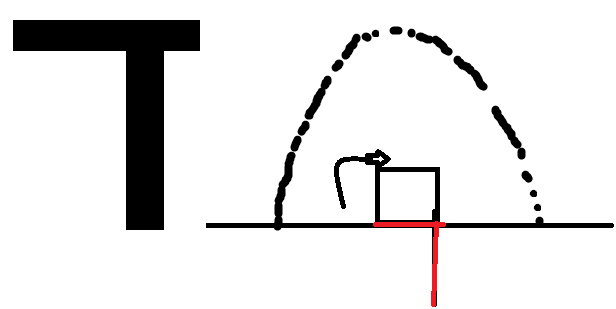
Schéma vzniku písmene dalet

Dalet patří mezi písmena s proměnlivou šířkou, která lze v typografii použít pro dosažení oboustranně zarovnané sazby odstavce.

## Zvuková podoba
V hebrejštině se obvykle čte jako znělá alveolární ploziva [d] (IPA 104), původně též jako znělá alveolární frikativa [ð], přičemž plozivní výslovnost se při užití nikudu označuje dagešem (דּ), frikativní může být označena pomocí rafe (ֿד). V moderním úzu se rozdíl stírá a obě varianty se vyslovují plozivně; povědomí o dvojí výslovnosti však přetrvává formou zařazení písmene dalet do kategorie písmen s dvojí výslovností.
V jidiš se čte jako znělá velární ploziva [d].

## Číselný význam
V hebrejském systému číslic má dalet hodnotu 4. Plná gematrická hodnota slova dalet (דלת) je 434.

## Další významy
Dalet se v hebrejštině používá jako značka pro jednotku plošné míry dunam, případně pro měnovou jednotku dolar; dále jako zkratka slova daf (דף‎, list) v souvislosti s číslováním stránek.
V židovské náboženské literatuře se dalet někdy používá jako značka pro boží jméno, jehož napsání mimo liturgický text se zbožní židé vyhýbají; častěji se však k tomuto účelu používá písmeno he.
Podle kabalistického spisu Sefer Jecira patří dalet do skupiny „sedmi dvojitých“.
Matematický symbol dalet označuje čtvrté transfnitní kardinální číslo.

## Prezentace v počítači
Unicode obsahuje kromě základní varianty písmene dalet pouze variantu s dagešem. Varianty s rafe nebo s gerešem vlastní pozice nemají, lze je napsat kombinací základního písmene gimel s příslušnou značkou. V Unicode je rovněž definováno rozšířené dalet a matematický symbol dalet.
| Znak            | ﬢ                        | ﬢ                        | דּ                               | דּ                               | ℸ            | ℸ            |
| --------------- | ------------------------ | ------------------------ | ------------------------------- | ------------------------------- | ------------ | ------------ |
| Název v Unicodu | Hebrew letter wide dalet | Hebrew letter wide dalet | Hebrew letter dalet with dagesh | Hebrew letter dalet with dagesh | Dalet symbol | Dalet symbol |
| Kódování        | dec                      | hex                      | dec                             | hex                             | dec          | hex          |
| Unicode         | 64290                    | U+fb22                   | 64307                           | U+fb33                          | 8504         | U+2138       |
| UTF-8           | 239 172 162              | ef ac a2                 | 239 172 179                     | ef ac b3                        | 226 132 184  | e2 84 b8     |
| Číselná entita  | &#64290;                 | &#xfb22;                 | &#64307;                        | &#xfb33;                        | &#8504;      | &#x2138;     |